# أمير راضي
أمير راضي (بالفارسية: امیر رادی) هو لاعب كرة قدم إيراني في مركز الوسط، ولد في 7 يناير 1983 في إيران. لعب مع نادي سباهان أصفهان.